# Karl Mitterdorfer

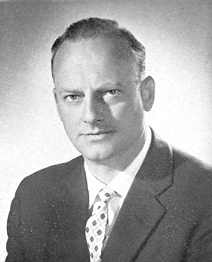
Karl Mitterdorfer

Karl Mitterdorfer (* 28. Jänner 1920 in Gries, heute zu Bozen; † 27. Jänner 2017 in Bozen) war ein Politiker der Südtiroler Volkspartei (SVP).

## Leben
Mitterdorfer besuchte in seiner Südtiroler Heimatstadt die italienische Volksschule und das Istituto Tecnico. Als Jugendlicher schloss er sich einer, von den faschistischen Machthabern verbotenen, deutschen katholischen Jugendgruppe an. Nach der italienischen Matura wurde er 1938 Angestellter der Südtiroler Sparkasse. In der Optionsfrage entschied er sich 1939 für das Deutsche Reich. Er wurde 1940 in Deutschland zur Luftwaffe eingezogen, im Zweiten Weltkrieg als Jagdflieger in Jüterbog eingesetzt und erhielt als Offizier das Eiserne Kreuz II. Klasse.
Nach dem Krieg absolvierte er an der Universität Innsbruck ein Studium der Staatswissenschaften, das er mit einer Diplomarbeit zu Entwicklung und Entwicklungsmöglichkeiten der Südtiroler Landwirtschaft abschloss. Nach beruflicher Tätigkeit in Innsbruck kehrte er 1953 nach Südtirol zurück und arbeitete wieder bei der Südtiroler Sparkasse. Mitterdorfer, Mitglied der Schützenkompanie „Major Josef Eisenstecken“ Gries, war von 1961 bis 1984 Landeskommandant des Südtiroler Schützenbunds, der nach den Sprengstoffanschlägen 1962 seine Tätigkeit zunächst weitgehend einstellen musste. Er war zudem Gründungsmitglied des Südtiroler Kulturinstituts und des „Michael-Gamper-Werks“.
Von 1958 bis 1976 war Mitterdorfer Parlamentarier der Südtiroler Volkspartei in der Abgeordnetenkammer und von 1976 bis 1987 als Vertreter des Wahlkreises Bozen im italienischen Senat. Von 1969 bis 1976 war er außerdem Mitglied der Europäischen Parlamentarischen Versammlung und von 1983 bis 1988 Mitglied der Parlamentarischen Versammlung des Europarats. Von 1977 bis 1981 und von 1990 bis 1994 war er Präsident der Föderalistischen Union Europäischer Volksgruppen.
Mitterdorfer wurde 1980 Ehrensenator der Universität Innsbruck und 1984 Ehrenlandeskommandant des Südtiroler Schützenbundes. 1998 erhielt er die Ehrenbürgerschaft von Klausen, der Heimatstadt seiner Mutter. Zudem war er Träger des Bayerischen Verdienstordens.
Er starb am 27. Jänner 2017, einen Tag vor seinem 97. Geburtstag.

## Werke
- Aufbau der Südtiroler Landwirtschaft: Entwicklung und Entwicklungsmöglichkeiten, [Innsbruck], o. J. (Diplomarbeit Universität Innsbruck, Rechts- und Staatswissenschaftliche Fakultät, o. J., 73 Seiten, Universitätsbibliothek Innsbruck, Verbund-ID-Nr.: AC07851428).
- mit Gert Ammann: Wilhelm Nicolaus Prachensky – Aquarelle. Edition Galerie Maier, Innsbruck o. J.
- Paul Flora – Frühe Zeichnungen. Atheria 1992.